# Pere Sotorra Ferré
Pere Sotorra Ferré (Reus, 27 de març de 1857 - Barcelona, 1941) va ser un tenor cantant d'òpera català.
Era fill de Pere Sotorra, teixidor, i de Maria Ferré, tots dos de Reus. Les primeres notícies les dona el periòdic reusenc La Redención del Pueblo, que, a part de donar informació de les seves actuacions al Teatre del Bon Retir de Barcelona, explica el 22 d'abril de 1890 la seva actuació al Teatre Fortuny de Reus, on, segons el diari va obtenir un gran èxit cantant el primer i el quart acte de Rigoletto i altres cançons. De Reus va marxar a Santander i d'allà cap a Milà, on s'hi va estar tres anys estudiant i millorant el seu estil. Va actuar a Milà i a altres localitats d'Itàlia, i l'any 1893 es va casar a Barcelona amb Carolina Santini. Va iniciar una gira per Amèrica, actuant als Estats Units i amb molt d'èxit a Puerto Rico. Després d'una gira de dos anys va tornar a Reus. La seva esposa va morir l'any 1895, i el 1896 es va tornar a casar a l'Havana, on havia anat a actuar, amb Emma Valcárcel, amb la que va anar a viure a Mèxic on van instal·lar el seu domicili. Va fer una gira per diversos països americans i a Guatemala va morir la seva segona esposa. L'any 1914, des de Costa Rica, va anunciar que es retirava dels escenaris, i va fer una gira per acomiadar-se de tots els escenaris on havia actuat.
Va anar a viure a Barcelona, i passava llargues temporades a Reus, on, a casa d'uns amics, tenia un piano de cua amb el que va seguir assajant i cantant. Aquest piano va ser donat al Museu de Reus. Les seves interpretacions preferides eren L'Africaine, La Favorite, Lucrezia Borgia, Il barbiere di Siviglia, Rigoletto, etc.